# Port-Bail-sur-Mer
Port-Bail-sur-Mer es una comuna nueva francesa situada en el departamento de Mancha, de la región de Normandía.

## Historia
Fue creada el 1 de enero de 2019, en aplicación de una resolución del prefecto de Mancha de 20 de diciembre de 2018 con la unión de las comunas de Denneville, Portbail y Saint-Lô-d'Ourville, pasando a estar el ayuntamiento en la antigua comuna de Portbail.

## Demografía
Según los datos aportados en la resolución del prefecto de Mancha, la comuna se crea con 2778 habitantes.

## Composición
| Comuna fusionada    | Código INSEE | Población (2016) | Superficie (km²) | Densidad (hab./km²) |
| ------------------- | ------------ | ---------------- | ---------------- | ------------------- |
| Denneville          | 50160        | 577              | 8.24             | 70                  |
| Portbail            | 50412        | 1551             | 19.56            | 79                  |
| Saint-Lô-d'Ourville | 50503        | 512              | 10.7             | 48                  |